# Західна Фландрія
Західна Фландрія (нід. West-Vlaanderen [ˌʋɛst ˈflaːndərə(n)] ( прослухати); з.-флам. West-Vloandern; фр. Flandre-Occidentale [flɑ̃dʁ ɔksidɑ̃tal]; нім. Westflandern [ˈvɛstˌflandɐn] ( прослухати)) — одна з десяти провінцій Бельгії й одна з п'яти фламандських провінцій. Західна Фландрія межує зі Східною Фландрією, Ено, Францією і Нідерландами. На півночі провінція омивається Північним морем. Столиця — Брюгге. Провінція складається з 64 комун.

## Основні дані
- Площа: 3 144 км²
- Найвища точка: пагорб Кеммелберг (Kemmelberg), 156 метрів над рівнем моря.
- Найважливіші річки: Ейзер, Ліс, Мандел.
- Населення: 1 145 878 (за станом на 1 січня 2007).
- Густота населення: 364 особи/км²
- У провінції загалом вживають у побуті типовий західно-фламандський діалект нідерландської мови.

## Комуни
Комуни, які мають статус міста, позначені жирним шрифтом
1. Альверінґем

2. Анзеґем

3. Ардуа

4. Авельґем

5. Бірнем

6. Бланкенберґе

7. Бредене

8. Брюгге

9. Дамме

10. Де Хаан

11. Де Панне

12. Дірлійк

13. Дентергем

14. Діксмейде 

15. Гістел 

16. Харелбеке

17. Хейвеланд

18. Хугледе

19. Хаутхулст

20. Іхтегем

21. Іпр 

22. Інгелмунстер

23. Ізегем 

24. Джаббеке

25. Кнокке-Хейст

26. Коекеларе

27. Коксіджде

28. Кортемарк

29. Кортрейк 

30. Куурне

31. Langemark-Poelkapelle

32. Ледегем

33. Ленделеде

34. Ліхтервельде

35. Ло-Реніне 

36. Менен 

37. Мессен 

38. Мелебеке

39. Мідделкерке

40. Морследе

41. Ньївпорт 

42. Остенде 

43. Осткамп

44. Острозебеке

45. Ауденбург 

46. Піттем

47. Поперінґе 

48. Руселаре 

49. Рейселеде

50. Spiere-Helkijn

51. Стаден

52. Тілт 

53. Торгаут 

54. Верне 

55. Vleteren

56. Варегем 

57. Вервік 

58. Вевельгем

59. Вільсбеке

60. Вінґене

61. Зеделґем

62. Зоннебеке

63. Зуіенкерке

64. Звевеґем

## Найбільші міста
Міста з населенням понад 30 тисяч осіб:
| Назва міста  | Населення, осіб (2008) |
| ------------ | ---------------------- |
| Брюгге       | 117073                 |
| Кортрейк     | 73941                  |
| Остенде      | 69175                  |
| Руселаре     | 56547                  |
| Варегем      | 35963                  |
| Іпр          | 34812                  |
| Кнокке-Гейст | 34026                  |
| Менен        | 32450                  |
| Вевелгем     | 30930                  |